# アナ・デ・ナディエ
『アナ・デ・ナディエ』（スペイン語: Ana de nadie）は、コロンビアのテレノベラ。RCNテレビシオンで2023年3月1日から7月25日まで放送された。 主演はパオラ・トゥルバイ、セバスティアン・カルバハルとホルヘ・エンリケ・アベロ。

## 登場人物

### 主要キャラクター
アナ・オカンポ
演 - パオラ・トゥルバイ
ホアキン・コルテス
演 - セバスティアン・カルバハル
オラシオ・バレンズエラ
演 - ホルヘ・エンリケ・アベロ
アデライダ・ゴメス
演 - ラウラ・アーチボルド
ドロレス・ヴィウダ・デ・オカンポ
演 - ジュディ・エンリケス
エマ・バレンズエラ
演 - ラミステリー・エレーラ
ペドロ・バレンズエラ
演 - カルロス・バエス
フロレンシア・バレンズエラ
演 - イレーニア・アントニーニ
ヘノヴェヴァ・セラーノ
演 - アドリアナ・ロメロ
ヴィオレタ・ダビラ
演 - アドリアナ・アランゴ
ベンハミン・レムス
演 - ルチョ・ベラスコ
ルチアーノ・ユークロス
演 - アンドレス・トロ
オリアナ・カストロ
演 - ディアナ・ウィズウェル
マグダレナ・ゼア
演 - カミラ・サラテ
テオ・コルテス
演 - サムエル・モンタルボ
ウルスラ・ロハス
演 - カルメン・ローザ・フランコ
ヒメナ・ロハス
演 - ラウラ・エルナンデス